# Ґожиці (Косцянський повіт)
Ґожиці (пол. Gorzyce, нім. Klein Lohe) — село в Польщі, у гміні Чемпінь Косцянського повіту Великопольського воєводства.
Населення — 297 осіб (2011).
У 1975-1998 роках село належало до Познанського воєводства.

## Демографія
Демографічна структура станом на 31 березня 2011 року:
|          | Загалом | Допрацездатний вік | Працездатний вік | Постпрацездатний вік |
| -------- | ------- | ------------------ | ---------------- | -------------------- |
| Чоловіки | 145     | 30                 | 102              | 13                   |
| Жінки    | 152     | 41                 | 84               | 27                   |
| Разом    | 297     | 71                 | 186              | 40                   |